# 范华 (1926年)
范华（1926年—1995年），男，山东高青人，中华人民共和国军事人物，中国人民解放军上校，曾任第一军医大学副校长。